# 朝から夜中まで (映画)
『朝から夜中まで』（あさからよなかまで）（原題：Von morgens bis Mitternacht、英語: From Morn to Midnight）は、1912年のゲオルグ・カイザーの戯曲『朝から夜中まで』を基にカール・ハインツ・マルティンが監督した1920年のモノクロ無声のドイツの映画。
『カリガリ博士』に続くドイツ表現派映画の代表作品である。

## ストーリー
ある日、銀行にとある人妻が為替を取りに行く。彼女に一目ぼれした現金係は迷った末に銀行の金を盗み、彼女に言い寄るが、はねのけられる。振られた彼は罪の意識に苦しみつつも金を使い果たし、救世軍の世話となるが、とうとう自殺してしまう。

## キャスト
- 現金出納係 - 平凡な銀行員：エルンスト・ドイッチュ
- イタリア人女性 - 出納係が惚れた美しい女性：エルナ・モレナ
- 青年 - イタリア人女性の息子：ハンス・ハインリッヒ・フォン・トワルドフスキー
- 銀行支店長 ：エーバーハルト・ヴレーデ
- ファットマン ：A・エドガー・リヒョ
- 中古品販売業者 ：ヒューゴ・ドブリン
- 祖母 ：フリーダ・リヒャルト
- 妻 ：ロッテ・シュタイン
- 娘 ：ロマ・バーン
- 物乞い ：ロマ・バーン
- 高級売春婦 ：ロマ・バーン
- 救世軍の少女 ：ロマ・バーン
- 義足の女性 ：ロマ・バーン

## スタッフ
- 監督：カール・ハインツ・マルティン
- 脚本： ヘルベルト・ユトケ、カール・ハインツ・マルティン
- 原作戯曲：ゲオルグ・カイザー
- 撮影：カール・ホフマン
- 美術：ロベルト・ネパハ

## 製作
ドイツ表現主義の代表劇な劇作家として知られるゲオルグ・カイザーが、第一次世界大戦前の1912年に執筆し、大戦中の1917年にベルリンのドイツ劇場で初演された同名の舞台劇を映画化した作品である。『カリガリ博士』で確立した映画における表現主義の手法をカール・ハインツ・マルティン監督はさらに徹底させ、大胆に実践している。マルティン監督の映画『変転』の美術を手掛けたロベルト・ネパハが、舞台劇の『朝から夜中まで』の装置を参考にして考案した美術は、『カリガリ博士』よりも一段とデフォルメされて抽象的になり、出演者の演技と衣裳やメイクもさらに誇張され、全編に独特の異様な雰囲気を漂わせている。

## 公開
- 戦前のドイツでは一般公開されず、検閲通過が1921年8月15日とした記録があるのみである[3]。
- 日本では、1922年12月3日に本郷座で一般公開された他、小規模での上映のみであった[2]。
- 1922年にミュンヘンで行われた試写会は、映画館を探すためのプロモーションだったが、上映しようとする映画館は見つからず、その当時のドイツでは一度も公開されることがなかった。（中略）第二次大戦後、この映画は日独どちらいおいても、焼失したものと見られていた。しかしフィルムのコピーが日本で発見され、1959年に東京国立近代美術館フィルムライブラリー（現・フィルムセンター）で不燃コピーが作成された。そのひとつを東ドイツが1962年に入手し、翌年に東ベルリンのCAMERA館で上映された。これが、この映画のドイツでの最初の一般公開であったとされる[4]。

## 批評
- 1923年に当時、創刊3年目の新春を迎えたキネマ旬報の海外映画批評欄では、「恐らく今日迄に紹介せられたる表現派映畫中最良のものであり且表現派の使命をよく表して居る映畫ではあるまいかと思ふ。（中略）｢カリガリ博士｣でも叉 ｢ゲニーネ｣ でも□□（欠字）は運びはまだるつこしい気がした。マルティン氏の監督は生々して居る。鋭い所が到る所に示されてゐて而して無駄が少しもない。（中略）兎に角、此映畫は記憶さる可き映畫である。そして叉是非とも一見すべき名畫である」と絶賛されている[5]。